# 4782 Gembloux
4782 Gembloux је астероид главног астероидног појаса са средњом удаљеношћу од Сунца која износи 2,836 астрономских јединица (АЈ).
Апсолутна магнитуда астероида је 12,5.